# Bataille d'In Emsal
Guerre du Mali
Batailles
La bataille d'In Emsal se déroule lors de la rébellion touarègue de 2012. Le 20 janvier, un convoi militaire malien venu secourir la garnison d'Aguel'hoc tombe dans une embuscade.

## Déroulement
À la suite de l'attaque de la ville d'Aguel'hoc par les rebelles du MNLA, d'Ansar Dine et d'AQMI, un convoi militaire malien commandé par le colonel Ould Meydou, chef d'une troupe de miliciens arabes, part de Gao le 19 janvier et se porte en direction du Nord. Mais trop confiants, les Maliens n'ont pas envoyés d'éclaireurs et le lendemain, arrivés à 15 kilomètres au Sud d'Aguel'hoc, la colonne malienne tombe dans une embuscade. Celle-ci se déroule à l'oued d'In Emsal (aussi appelé Imenzad ou Imezzehene). L'affrontement dure toute la journée, mais les Maliens doivent finalement faire demi-tour, emportant avec eux plusieurs blessés,,.

## Pertes
Selon communiqué du MNLA, publié le 22 janvier par le Chargé de communication Bakay Ag Hamed Ahmed, les pertes maliennes sont de 50 morts, 25 prisonniers, 26 véhicules récupérés, 40 véhicules détruits, 1 citerne, 1 BRDM. Le MNLA déclare ne déplorer que deux blessés dans ses rangs.
Mossa Ag Attaher, autre porte-parole du MNLA, chargé des relations avec les medias, donne un bilan plus élevé le 21 janvier. Selon lui les pertes maliennes sont de 101 morts, 65 prisonniers, 4 camions militaires brûlés et 5 BRDM détruits. Le convoi était constitué de 40 véhicules, dont des pick-ups Toyota équipés de mitrailleuses, des BRDM et des camions de transport de troupe.
De son côté, le gouvernement malien ne reconnaît qu'une dizaine de morts du côté des militaires et des miliciens.